# Calytrix oncophylla
Calytrix oncophylla är en myrtenväxtart som beskrevs av Lyndley Alan Craven. Calytrix oncophylla ingår i släktet Calytrix och familjen myrtenväxter. Inga underarter finns listade i Catalogue of Life.